# Coccosterphus stipulipennis
Coccosterphus stipulipennis är en insektsart som beskrevs av Buckton. Coccosterphus stipulipennis ingår i släktet Coccosterphus och familjen hornstritar. Inga underarter finns listade i Catalogue of Life.